# المصلى (جبلة)

تعديل مصدري - تعديل

المصلى  إحدى حارات مدينة جبلة بمحافظة إب، بلغ تعداد سكانها 424 نسمة حسب تعداد اليمن لعام 2004.